# Dolce pan ducale
Il dolce pan ducale (meglio noto come Pan Ducale o Panducale) è un dolce tipico della città di Atri (il prodotto più rappresentativo dell'enogastronomia atriana assieme al formaggio pecorino di Atri) ormai diffusosi in tutto l'Abruzzo e conosciuto anche all'estero.

## Storia
Il dolce è strettamente legato agli Acquaviva (o, dal 1476, Acquaviva d'Aragona, per essersi imparentati con i re di Napoli), che regneranno sul Ducato di Atri (con capitale appunto Atri) dal 1395 al 1760. Il dolce era preparato dagli atriani fin dal 1352 e con l'arrivo degli Acquaviva nel 1395 lo fecero assaggiare al duca che lo apprezzò così tanto che lo volle ogni giorno sulla sua tavola e fino al 1760 il dolce era esportato in tutta Italia. Cambiò anche nome: da "pizza di mandorle" a "pan ducale". Il prodotto atriano era quindi molto celebre. Con l'estinzione della nobile casata da Atri e, quindi, la scomparsa dello Stato di Atri, la produzione del dolce continuò ad opera degli atriani. Qualche cosa della ricetta cambiò (dando vita all'attuale Pan Ducale) e nacque anche il nome attuale, Panducale o Pan Ducale. Con l'estinzione degli Acquaviva il dolce perse la sua celebrità e rimase prodotto solo a livello familiare.

## Ricetta
Di solito sempre presente nelle occasioni importanti o nelle visite di parenti e amici, la ricetta tradizionale prevedeva uova, zucchero, farina e mandorle a cui si è aggiunto, a partire dal 1800, il cioccolato puro, caratteristica fondamentale del dolce.